# UTC+05:00

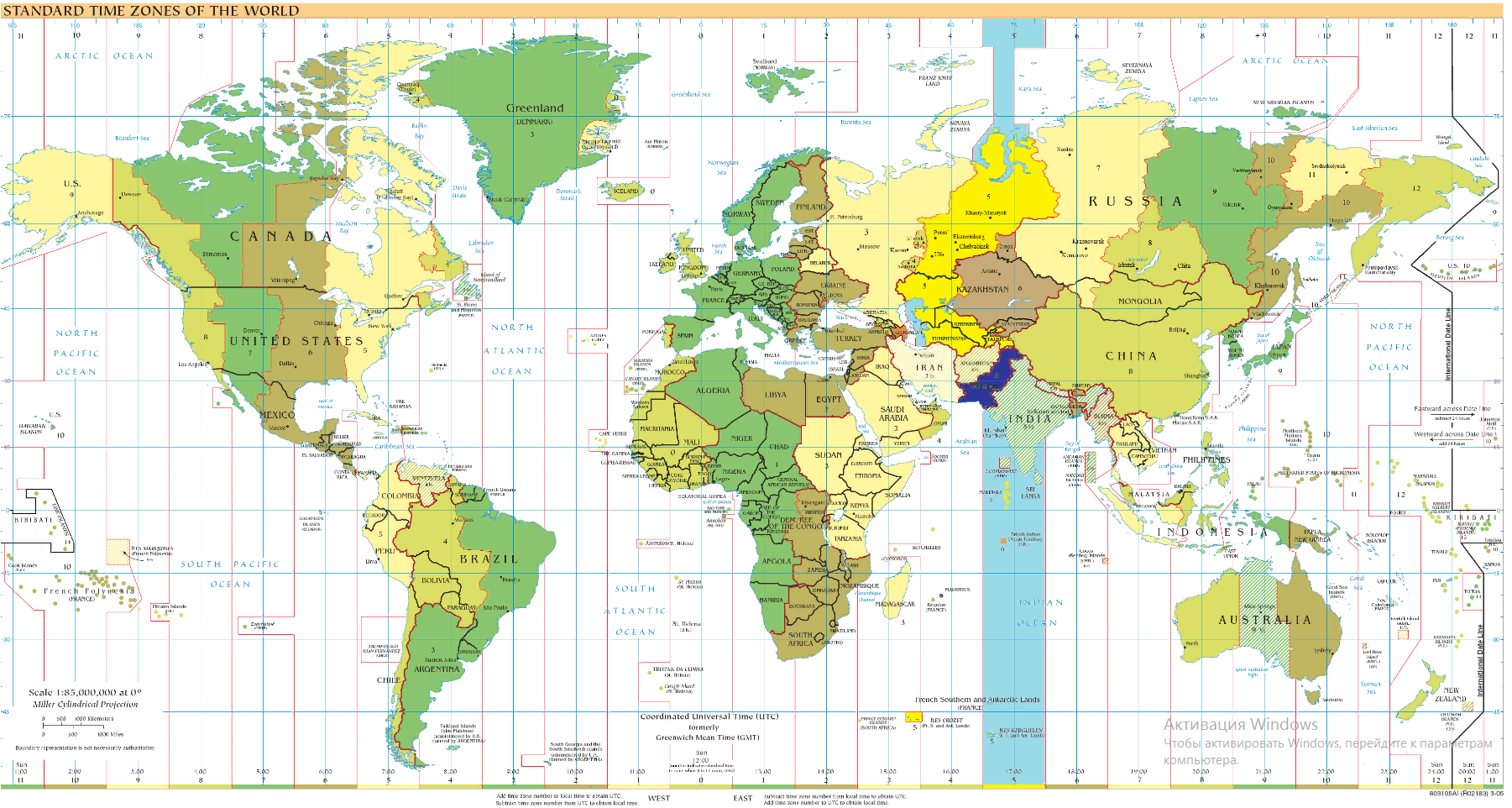
UTC+05:00

UTC+05:00 (E – Echo) – strefa czasowa, odpowiadająca czasowi słonecznemu południka 75°E.
W strefie znajdują się m.in. Aszchabad, Islamabad, Jekaterynburg, Karaczi, Lahaur i Taszkent.

## Strefa całoroczna
Azja:
- Kazachstan (obwody aktiubiński, atyrauski, mangystauski i zachodniokazachstański)
- Malediwy
- Rosja (Uralski Okręg Federalny, Baszkortostan, Kraj Permski i obwód orenburski)
- Tadżykistan
- Turkmenistan
- Uzbekistan

Ocean Indyjski:
- Francuskie Terytoria Południowe i Antarktyczne (Wyspy Kerguelena oraz Święty Paweł i Amsterdam)
- Wyspy Heard i McDonalda

## Czas standardowy (zimowy) na półkuli północnej
Azja:
- Pakistan